# Ziekenhuis Johannes de Deo
Ziekenhuis Johannes de Deo, ook geschreven als St. Joan de Deo en Joannes de Deo, was een ziekenhuis in de Papenhulst te 's-Hertogenbosch. Het ziekenhuis was gevestigd aan de Papenhulst 26, een Rijksmonument dat is ontworpen is door Jules Dony. De naam van het ziekenhuis verwijst naar de heilige Johannes de Deo.
Het ziekenhuis Hospitaalbroeders van Sint-Johannes de Deo is opgericht in 1856, door uit Duitsland afkomstige geestelijken, die verdreven waren door de Kulturkampf. In 1914 betrok het ziekenhuis het pand aan de Papenhulst, nadat het oude pand twee jaar eerder was gesloopt. In 1963 stopten de Broeders met het exploiteren van het ziekenhuis, Het pand werd tot 1970 gebruikt als ziekenhuis. Na jaren van leegstand werd het gebouw in 1978 door studenten gekraakt, en werd sloop ermee voorkomen.